# Caleta Loncochalgua
Caleta Loncochalgua o también llamada Caleta Huinay es una localidad costera que pertenece administrativamente a la comuna de Hualaihué, Provincia de Palena, Región de los Lagos, Chile. 
Caleta Loncochalgua se encuentra en la desembocadura del río Lloncochaigua y el Río Huinay.
Loncochalgua se sitúa en el sector este del Fiordo Comau, es el embarcadero principal del Centro de Investigación Científica Huinay, propiedad de la Fundación Huinay, creada por ENDESA y la Universidad Católica de Valparaíso. Desde este embarcadero se realiza el transporte principal entre Hornopirén y Huinay.
Toda la línea de costa frente al Fundo Huinay es un área marina protegida y destinada a la investigación científica. En esta línea de costa se encuentran también Caleta Piedra Blanca y Punta Cascada.
En este lugar se han descubierto más de 50 nuevas especies y otras cien están en estudio.